# Autocratie

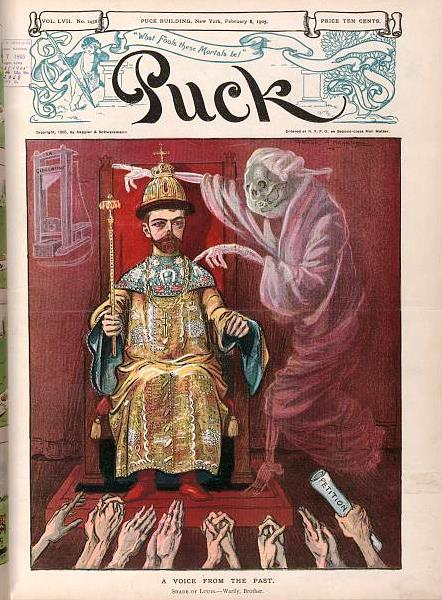
« Une voix venue du passé » : pendant la révolution russe de 1905, le fantôme de Louis XVI adresse une mise en garde à Nicolas II représenté en costume d'autocrate byzantin. Caricature du magazine américain Puck, 8 février 1905.

Ne doit pas être confondu avec Monarchie ou Royauté.
L'autocratie est un régime politique où un seul individu détient le pouvoir, alors qualifié de pouvoir personnel et absolu. En 2025 le monde compte plus d’autocraties que de démocraties et trois quarts des habitants de la planète vivent aujourd’hui dans un régime autoritaire.

## Étymologie
Étymologiquement, « autocratie » signifie « qui tire son pouvoir (cratie) de lui-même (auto) ». L'autocratie est un pouvoir qui n'a d'autre justification et légitimité que lui-même.

## Dans l'Empire romain et byzantin
Sous l'Empire romain, le caractère « autocratique » ou « monarchique » du pouvoir est d'abord une idéologie inspirée de la monarchie hellénistique plutôt qu'un système de gouvernement car l'empereur, d'un point de vue institutionnel, tient son pouvoir du Sénat. Ce n'est qu'à partir de Dioclétien et Constantin que l'empereur est considéré comme un véritable autocrate, représentant de Dieu sur Terre et incarnation de la « loi vivante », même si ce caractère sacré s'attache plus au pouvoir impérial qu'à la personne de l'empereur. Le sacre de l'empereur Marcien par le patriarche de Constantinople, en 450, fonde une nouvelle tradition qui lie le pouvoir impérial à la religion chrétienne. L'Empire romain, puis byzantin repose sur un triple principe : pouvoir autocratique de l'empereur (qui devient basileus  en 629), loi unique avec la consécration du droit romain, foi unique au sein de l'Église. Ce système sera transmis plus tard à la Russie.

## En Russie impériale
L'autocratie est un des principes de la monarchie russe depuis le XVe siècle, quand Ivan III, souverain de la grande-principauté de Moscou, épouse la princesse byzantine Sophie Paléologue et se rend indépendant de la Horde d'or après la Grande halte sur la rivière Ougra en 1480. Il prend alors le titre de gosudar (« souverain ») et samoderžec, qui traduit le titre grec autokratôr porté par l'empereur byzantin. Ivan et ses successeurs, souverains du tsarat de Moscou devenu Empire russe jusqu'en 1917, portent le titre de « tsar autocrate ». Pendant la révolution russe de 1905, Nicolas II, pour sauver son trône, doit signer un acte, le Manifeste d'octobre, qui, sans être une vraie constitution, établit un parlement, la Douma d'État, et un certain nombre de libertés politiques : il change alors son titre d'« Autocrate illimité » pour celui d'« Autocrate suprême » sans renoncer pour autant aux principes de l'autocratie.

## Dictature et autocratie
Sans que le terme ait aucun caractère officiel, un régime de dictature peut être décrit comme « autocratie » ou « dérive autocratique ». Ainsi, le rapport RAMSES publié en 1994 par l'IFRI parle de « la démesure autocratique et la cruauté d'un Idi Amin Dada en Ouganda (1971-1980), d'un Bokassa en Centrafrique (1965-1979) ou d'un Macias Nguema en Guinée équatoriale (1968-1979) ».
La dictature se distingue du régime autocratique, laquelle dénie tout pouvoir aux gouvernés qui ne choisissent donc pas les responsables du gouvernement[pas clair].
L'Afrique est particulièrement touchée depuis la fin du XXe siècle : Thomas Cantaloube indique en 2018 que sur ce continent, « depuis le début des années 1990, au moins vingt-quatre chefs d’État ont tenté de modifier les Constitutions afin de se maintenir au pouvoir au-delà de leur double mandat ». Selon Anneke Van Woudenberg, de Human Rights Watch, il s'agit de « la conséquence du fait que l’Union africaine a décidé de ne plus reconnaître les gouvernements qui parviennent au pouvoir à l’issue d’un coup d’État militaire. Nous assistons désormais à des coups d’État constitutionnels, qui s’accompagnent bien souvent d’une répression contre ceux qui s’y opposent ».
Le terme « autocratie » est souvent employé, de façon négative, pour caractériser les régimes présidentiels autoritaires d'Asie centrale,,. En 2021, l'ONG Human Rights Watch caractérise comme « autocraties » les régimes du Cambodge, d'Erythrée, du Qatar, du Rwanda et du Turkménistan. En 2023, la journaliste du « Monde » Isabelle Mandraud et le politiste Julien Théron présentent l'Organisation de coopération de Shanghaï, qui regroupe la Chine, la Russie et les pays d'Asie centrale, comme un « pacte des autocrates ».

## Tendances
- Si vous ne connaissez pas le sujet, laissez ce bandeau (vous pouvez alors contacter les auteurs).
- Si vous supprimez le contenu mis en cause (vous pouvez préalablement contacter les auteurs),

argumentez précisément cette suppression dans la page de discussion
(un manque de référence n'est pas un argument ; une recherche réelle de référence doit avoir été effectuée, être formellement documentée).
En 2025, selon le rapport Democracy Report 2025 du V-Dem Institute (basé à l'université de Göteborg) la tendance au recul des démocratie se confirme : pour la première fois (depuis plus de deux décennies), il y a sur Terre plus d’autocraties que de démocraties : les trois quarts des terriens vivent aujourd’hui dans un régime autoritaire ; et en Europe, dans une grande partie de l’Europe de l’Est, comme aux États-Unis, la tentation autoritaire gagne du terrain dans un contexte de recul de la liberté d'expression observé dans 44 pays (un niveau record), où la désinformation et la polarisation (en hausse dans 25 % des pays en 2024) exacerbent le recul démocratique : les pays démocratiques sont en 2025 devenus minoritaires, avec 45 pays marqués par une dérive autoritaire en 2024 (contre 42 en 2023). Selon ce rapport, la censure des médias est l'outil privilégié des gouvernements évoluant vers l'autocratie, dont 50 % utilisent « activement » la désinformation gouvernementale pour influencer l'opinion publique. Le cas des États-Unis en 2025 est jugé préoccupant par les chercheurs en raison d'une évolution vers un régime moins démocratique sous se second mandat de Donald Trump.
Néanmoins 19 pays ont en 2024 montré des progrès en termes de démocratie, dont l'Équateur, la Pologne et le Sri Lanka. Le rapport fournit une « Democracy Watchlist », des pays montrant des signes précoces d'amélioration ou au contraire de déclin démocratique.
La France semble également concernée car début 2025, selon Public Sénat, « le Cevipof observe ainsi la montée d’une tendance pour le moins inquiétante chez les Français : « L’attrait pour un pouvoir plus autoritaire ». 73 % réclament « un vrai chef en France pour remettre de l’ordre », contre 60 % en Allemagne et en Italie. Pour 41 %, « un homme fort n’a pas à se préoccuper des élections ou du Parlement », une assertion en progression de 7 points par rapport à février 2024. Notons toutefois que 71 % des personnes interrogées dans cette enquête estiment que « la démocratie fonctionnerait mieux en France si les citoyens étaient associés de manière directe (pétitions, tirage au sort) à toutes les grandes décisions politiques », un pourcentage qui reste stable ».